# モサメデス
モサメデス（ポルトガル語: Moçâmedes）は、アンゴラの都市。大西洋に面した港町で、ナミベ州の州都である。1985年まではモサメデス（Mossâmedes、現在と綴りが異なる）、1985年から2016年まではナミベ（Namibe）と呼ばれた。ルアンダ、ロビト、ベンゲラに次ぐアンゴラ第4の港町で、内陸部のメノングエまで軌間1067mmの鉄道で結ばれている。

## 歴史
現在のモサメデスにあたる場所にはかつてTchitoto Cho Patuaと呼ばれる集落があった。ヨーロッパよりやって来たポルトガル人は、1485年にこの集落をMussungo Bitotoと名付け、後にAngra dos Negrosと呼ばれるようになった。1665年の探検ではモサメデス男爵にちなみモサメデス湾（Baía de Mossâmedes）と呼ばれるようになった。植民地化の際にサン・フェルナンド・デ・ナミベ砦が建設された。1840年、ポルトガルによって現在の市街が建設され、モサメデス州の州都とされた。
1975年、アンゴラが独立。独立後もモサメデスと呼ばれていたが、1985年にナミベ（Namibe）へ改名された。州名も同時に変更されナミベ州となった。由来は南にあるナミブ砂漠である。だが改名後も住民は旧称のモサメデスと呼び続けていたことを理由に、2016年6月27日に自治体政府は名称をモサメデス（Moçâmedes）へ差し戻すことを発表した。ナミベ州の名称はそのままのため、州名と州都が一致しなくなった。

## 行政
モサメデスの名を冠す行政区画は、第二級行政区画のムニシピオ（Município）と、その下の第三級行政区画であるコムナ（Comuna）の2種類がある。どちらも基礎自治体・市町村と訳すことができるため、ここでは原語の表記に従う。
- モサメデス・ムニシピオは、ナミベ州の5つあるムニシピオのひとつ。領域は海岸線に沿って南北に伸びた長方形。北から順にBentiaba、モサメデス・コムナ、Tômbuaの3コムナから成る。面積は8,930平方キロメートル、人口は約36万人（2014年国勢調査[8]）。
- モサメデス・コムナは、同名のムニシピオを構成するコムナのひとつ。ムニシピオ内では中央に位置している。面積は6,820平方キロメートル、人口は約27万人（2014年国勢調査）で、ムニシピオ内では最も規模が大きい[9]。

## 気候
沖合いに強い寒流のベンゲラ海流が流れている関係で、モサメデスの気候は涼しく乾燥しており、南に広がるナミブ砂漠の延長的な砂漠気候となっている。ケッペンの気候区分では熱帯砂漠（BWh）に分類される。
| モサメデス（ナミベ）の気候 | モサメデス（ナミベ）の気候 | モサメデス（ナミベ）の気候 | モサメデス（ナミベ）の気候 | モサメデス（ナミベ）の気候 | モサメデス（ナミベ）の気候 | モサメデス（ナミベ）の気候 | モサメデス（ナミベ）の気候 | モサメデス（ナミベ）の気候 | モサメデス（ナミベ）の気候 | モサメデス（ナミベ）の気候 | モサメデス（ナミベ）の気候 | モサメデス（ナミベ）の気候 | モサメデス（ナミベ）の気候 |
| 月                         | 1月                        | 2月                        | 3月                        | 4月                        | 5月                        | 6月                        | 7月                        | 8月                        | 9月                        | 10月                       | 11月                       | 12月                       | 年                         |
| -------------------------- | -------------------------- | -------------------------- | -------------------------- | -------------------------- | -------------------------- | -------------------------- | -------------------------- | -------------------------- | -------------------------- | -------------------------- | -------------------------- | -------------------------- | -------------------------- |
| 最高気温記録 °C （°F）     | 34.8 (94.6)                | 34.2 (93.6)                | 37.4 (99.3)                | 38.9 (102)                 | 40.3 (104.5)               | 38.5 (101.3)               | 36.7 (98.1)                | 27.3 (81.1)                | 30.0 (86)                  | 30.0 (86)                  | 33.7 (92.7)                | 31.7 (89.1)                | 40.3 (104.5)               |
| 平均最高気温 °C （°F）     | 27.0 (80.6)                | 28.0 (82.4)                | 28.9 (84)                  | 27.9 (82.2)                | 25.8 (78.4)                | 22.4 (72.3)                | 20.6 (69.1)                | 20.9 (69.6)                | 22.4 (72.3)                | 23.6 (74.5)                | 25.3 (77.5)                | 25.9 (78.6)                | 24.9 (76.8)                |
| 日平均気温 °C （°F）       | 23.0 (73.4)                | 24.7 (76.5)                | 25.6 (78.1)                | 24.2 (75.6)                | 21.1 (70)                  | 18.3 (64.9)                | 17.4 (63.3)                | 17.9 (64.2)                | 19.2 (66.6)                | 20.4 (68.7)                | 21.9 (71.4)                | 22.5 (72.5)                | 21.4 (70.5)                |
| 平均最低気温 °C （°F）     | 19.1 (66.4)                | 19.8 (67.6)                | 20.7 (69.3)                | 18.7 (65.7)                | 14.7 (58.5)                | 12.8 (55)                  | 13.0 (55.4)                | 13.8 (56.8)                | 14.9 (58.8)                | 15.9 (60.6)                | 17.1 (62.8)                | 17.7 (63.9)                | 16.5 (61.7)                |
| 最低気温記録 °C （°F）     | 13.0 (55.4)                | 12.1 (53.8)                | 12.6 (54.7)                | 10.2 (50.4)                | 7.4 (45.3)                 | 4.5 (40.1)                 | 6.5 (43.7)                 | 5.2 (41.4)                 | 7.2 (45)                   | 8.2 (46.8)                 | 10.5 (50.9)                | 11.2 (52.2)                | 4.5 (40.1)                 |
| 降水量 mm （inch）         | 7.2 (0.283)                | 10.0 (0.394)               | 17.1 (0.673)               | 9.7 (0.382)                | 0.1 (0.004)                | 0.1 (0.004)                | 0.2 (0.008)                | 0.2 (0.008)                | 0.3 (0.012)                | 1.1 (0.043)                | 2.1 (0.083)                | 2.9 (0.114)                | 51.0 (2.008)               |
| 平均降水日数 （≥0.1 mm）   | 2                          | 2                          | 3                          | 2                          | 0                          | 0                          | 0                          | 1                          | 0                          | 1                          | 1                          | 1                          | 13                         |
| % 湿度                     | 80                         | 79                         | 78                         | 79                         | 82                         | 84                         | 84                         | 85                         | 84                         | 83                         | 80                         | 79                         | 81                         |
| 平均月間日照時間           | 210.8                      | 209.1                      | 232.5                      | 231.0                      | 217.0                      | 141.0                      | 105.4                      | 111.6                      | 129.0                      | 155.0                      | 213.0                      | 220.1                      | 2,175.5                    |
| 平均日照時間               | 6.8                        | 7.4                        | 7.5                        | 7.7                        | 7.0                        | 4.7                        | 3.4                        | 3.6                        | 4.3                        | 5.0                        | 7.1                        | 7.1                        | 6.0                        |
| 出典：ドイツ気象局         |                            |                            |                            |                            |                            |                            |                            |                            |                            |                            |                            |                            |                            |

## 交通
- モサメデス鉄道（英語版）（Caminho de Ferro de Moçâmedes） - 起点
- ウェルウィッチア・ミラビリス国際空港（英語版）（旧称ナミベ空港）
- ナミベ港（英語版）